# Fitton Rock
Der Fitton Rock ist ein abgeflachter Klippenfelsen im Archipel der Adelaide- und Biscoe-Inseln westlich der Antarktischen Halbinsel. Er liegt südöstlich des Kap Alexandra vor dem südlichen Ende der Adelaide-Insel.
Teilnehmer der Fünften Französischen Antarktisexpedition unter der Leitung des Polarforschers Jean-Baptiste Charcot kartierten ihn erstmals. Das UK Antarctic Place-Names Committee benannte ihn 1963 nach Gordon Francis Fitton (* 1932), der zur Mannschaft des British Antarctic Survey gehörte, die in der Kampagne zwischen 1961 und 1962 erstmals auf der Adelaide-Insel überwinterte.